# Felibrismo
Il felibrismo (lou Felibrige in provenzale) è un movimento letterario nato in Francia, a Font Ségune vicino a Vaucluse, nel 1854 che, traendo spunto dal movimento romantico e dall'attenzione da esso mostrata alle identità nazionali e locali, tendeva a valorizzare la difesa della lingua occitana, ponendo la salvaguardia dell'identità culturale provenzale.

## Nascita del Felibrismo

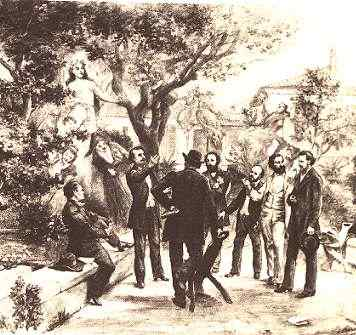
Riunione del Félibrige nel 1854: Frédéric Mistral, Joseph Roumanille, Théodore Aubanel, Jean Brunet, Paul Giéra, Anselme Mathieu, Alphonse Tavan

Il 21 maggio 1854, nel castello di Font-Ségugne a Châteauneuf-de-Gadagne in Provenza, Frédéric Mistral, attorniato da sei amici: Paul Giéra, Joseph Roumanille, Théodore Aubanel, Anselme Mathieu, Jean Brunet e Alphonse Tavan decideva «... di trarre l'idioma provenzale dall'abbandono dove giaceva da quando, tradendo l'onore della Provenza, le classi dirigenti l'avevano ridotto, ohimè! alla vita domestica». In quella riunione, Mistral ed i suoi sei amici segnarono la nascita del Félibrige o Felibrismo: una scuola letteraria per la cultura del provenzale, organizzata in forma di Società. Questa società volle rendere alla lingua provenzale il suo rango letterario. Questa lingua, parlata un tempo da Francesco d'Assisi e dai trovatori del Medioevo, aveva assai patito gli attacchi dell'Ordinanza di Villers-Cotterêts, che imponeva la lingua francese nella redazione degli atti ufficiali, quanto il piano di guerra contro gli idiomi locali ordinata dall'abate Grégoire e Barrère, nel periodo della Rivoluzione francese.

## Definizione dei paesi di lingua provenzale
Nel 1876, Mistral fece votare un nuovo statuto allo scopo di allargare il Movimento, allora essenzialmente provenzale, a tutti i paesi della lingua d'oc: Alvernia, Catalogna-Rossiglione, Guienna-Périgord, Guascogna-Béarn, Linguadoca, Limosino e Provenza. Il territorio fu allora ripartito in maintenances. Tutti i félibres portarono il titolo di mainteneurs e parteciparono all'azione della loro rispettiva maintenance. Al di sopra delle maintenances si trovavano le consistoires, riunioni di cinquanta majoraux scelti nel numero dei félibres più attivi e più meritevoli. L'ufficio di questa assemblea era diretto da un presidente, chiamato capoulier, il concreto capo del Félibrige.

## Gerarchia felibrista
Questa gerarchia era accompagnata da tutto un simbolismo. Mentre il capoulier indossava la stella d'oro a sette raggi in memoria dei sette félibres fondatori, i mainteneurs spillavano sul risvolto della loro giacchetta una pervinca d'argento, fiore blu come il cielo, chiamato in lingua madre prouvençalo. I cinquanta majoraux, invece, portavano come insegna una cicala d'oro, inscritta nella tradizione greca del doppio legame tra la poesia e il territorio il cui nome è fissato al loro seggio nel consistoire. Questo nome, scelto dal majoral stesso, si riferisce generalmente alla sua terra d'origine: Felix Gras, nato a Malemort-du-Comtat, si adatta la «Cigale du Ventoux»; Marius Girard, di Saint-Remy, si attribuisce la «Cigale des Alpilles», ecc.; talvolta esprime un luogo più intimo: Théodore Aubanel diventa «Cigale de Zani» in ricordo d'una pena d'amore, il pittore Jean Brunet diviene «Cigale de l'arc-en-ciel».

## Il simbolo della cicala
Ancora oggi, i nuovi majoraux adottano il nome di battesimo fissato dal primo dignitario. Solo la «Cigale de Maillane», abbandonato per sempre alla morte di Frédéric Mistral, è stato rimpiazzato dalla «Cigale du souvenir». Più tardi, una cicala d'argento sarà posta a distinguere i Maitres d'oeuvres, titolo onorifìco decretato per tutti i félibres che abbiano operato efficacemente per il Mouvement. Le eleganti signore provenzali testimoniano il loro affetto all'insetto canterino spillandosi la sua effigie argentata sul loro scialletto di pizzo o attaccandolo sul loro corsetto bianco. I poeti provenzali, ispirati dalla cicala, trasferiscono in lei l'amore che portano verso i loro paesi, consigliati su quell'immagine dagli antichi progenitori greci. Il félibre Félix Gras giustifica così questo legame:
Più tardi, Antonin Rolet esprimerà il medesimo sentimento in un articolo della rivista En Provence ...:
Ma sarà Frédéric Mistral, figura di punta del Mouvement, che provvederà a marcare il legame del Félibrige con questo insetto. L'autore di Mireille riassume il significato nel suo blasone poetico, i félibres che celebrano la cicala, messaggera dell'estate, esaltano prima di tutto il sole e il territorio.